# Youssef Chahed
Youssef Chahed (en árabe: يوسف الشاهد; n. Ciudad de Túnez, Túnez, 18 de septiembre de 1975) es un político, ingeniero y profesor tunecino. Del 27 de agosto de 2016 al 27 de febrero de 2020 fue el Jefe de Gobierno de Túnez convirtiéndose en el dirigente más joven de la historia del país. El 1 de junio de 2019 fue elegido presidente del nuevo partido Tahya Tounes (Viva Túnez).

## Biografía

### Inicios y formación
Nacido en la capital tunecina, el día 18 de septiembre de 1975.
En 1998 se graduó en Ingeniería agrónoma por el Instituto Nacional Agronómico de Túnez. Luego se trasladó a Francia para estudiar en el Instituto Nacional Agronómico París-Grignon, en el cual obtuvo un Diploma de Estudios Avanzados (DEA) en Economía ambiental y Recursos naturales y en 2003 se doctoró en Economía agrícola. Su "DEA" tenía que medir el impacto en el bienestar de los recortes arancelarios para los productos agrícolas: una aplicación del índice de restricción del Comercio (TRI) a la economía de la Unión Europea. Su tesis doctoral fue sobre medir el impacto de la liberalización del comercio agrícola en el comercio y el bienestar.

## Carrera académica
Tras finalizar sus estudios superiores comenzó a trabajar como profesor de economía agrícola en el Instituto Superior de Agricultura de Lille (ISA Lille). También es profesor visitante en muchas universidades del mundo, como en Tokio o São Paulo, etc.
Seguidamente trabajó como experto internacional de agricultura y políticas agrícolas, en instituciones internacionales como el Departamento de Agricultura de los Estados Unidos o la Comisión Europea.
Durante estos años ha escrito numerosos informes y artículos científicos sobre las políticas públicas en los sectores de la agricultura y la producción agrícola en Túnez.
Siempre ha incluido la formulación, evaluación y supervisión de proyectos agrícolas en el marco de la creación de capacidades entren Túnez y los Estados Unidos.
También ha sido un gran propulsor en la puesta en marcha de muchas iniciativas sobre la seguridad alimentaria y el desarrollo de las cooperativas en su país y ha colaborado estrechamente con organismos internacionales como el Servicio de Inspección de Salud en Animales y Planas de Estados Unidos, en la Administración de Alimentos y Medicamentos (FDA), la Agencia de los Estados Unidos para el Desarrollo Internacional (USAID) y el Codex Alimentarius...

## Carrera política
Después de la Revolución tunecina de 2010-2011, inició su carrera política al ser uno de los fundadores del partido Al Joumhouri, creado el 9 de abril de 2012. Posteriormente se unió a Nidaa Tounes como miembro de la junta ejecutiva nacional.
El 6 de febrero de 2015 asumió su primer cargo en el gobierno como Secretario de Estado de Pesca, en el Ministerio de Agricultura, Recursos Hídricos y Pesca, dirigido por Saad Seddik. El 12 de enero de 2016 fue nombrado Ministro de Gobierno local planteando el proyecto de generalizar los municipios en el país y crear 61 nuevos antes de las elecciones municipales de 2017.
El día 3 de agosto de 2016 fue propuesto por el presidente Béji Caïd Essebsi para ser el nuevo Jefe de Gobierno de Túnez y poder crear un nuevo gobierno de unidad nacional sucediendo a Habib Essid.
El 2 de junio de 2019 fue elegido presidente del nuevo partido Tahya Tounes (Viva Túnez) creado en enero en torno a su figura por algunos miembros de Nidaa Tounes, que abandonaron el partido.
En febrero de 2020 fue sucedido en el puesto de primer ministro por Elies Fajfaj.

## Publicaciones
- Jean-Christophe Bureau; Youssef Chahed; Luca Salvatici (2002). «La baisse de la protection douanière dans l'Uruguay Round: le cas de l'agriculture dans l'Union européenne, au Canada et aux États-Unis». Économie & prévision (en francés) (154). La Documentation française. pp. 107-122. Consultado el 30 de junio de 2016.
- Youssef Chahed; Sophie Drogué (2003). «Incidence du processus multilatéral sur la viabilité des accords préférentiels: le cas euro-méditerranéen». Économie rurale (en francés) 276 (1): 3-16. Consultado el 30 de junio de 2016.